# Theodore Nouwens
Theodore Nouwens (17 de fevereiro de 1908 - 21 de dezembro de 1974) foi um futebolista belga que competiu na Copa do Mundo FIFA de 1930.